# Departamento de General Güemes (kommun i Chaco)
Departamento de General Güemes är en kommun i Argentina.   Den ligger i provinsen Chaco, i den norra delen av landet, 1 100 km norr om huvudstaden Buenos Aires. Antalet invånare är 62 227.
I omgivningarna runt Departamento de General Güemes växer i huvudsak lövfällande lövskog. Runt Departamento de General Güemes är det mycket glesbefolkat, med 2 invånare per kvadratkilometer.